# Menhir des Pétignons
Le menhir des Pétignons est un menhir situé à Roquebrune-sur-Argens en limite communale avec Le Muy, dans le département du Var en France.

## Description
Le menhir est en granite rouge. De forme presque cylindrique, il mesure 2 m de haut et 0,40 m de large. Il a été déplacé de son emplacement initial en bordure de route. Il comporte une petite croix en fer sur son sommet. 